# Самуи (аэропорт)
Международный аэропорт Самуй (тайск. ท่าอากาศยานนานาชาติสมุย), (ИАТА: USM, ИКАО: VTSM) — аэропорт гражданского назначения, находящийся в частной собственности на острове Самуй (Koh Samui) в Таиланде. Аэропорт расположен примерно в 2 км к северу от главной деревни Чавенг. Аэропорт был построен Bangkok Airways, строительство началось в 1982 году и официально открыт в апреле 1989 года.
Аэропорт Самуй это необычный аэропорт, потому что не имеет внутренних помещений, за исключением сувенирного магазина. Несмотря на это он является шестым по загруженности аэропортом в стране и обслуживает более миллиона пассажиров в год. 
Аэропорт имеет два терминала — внутренний и международный. Международный терминал расположен примерно в 50 метрах к северу от внутреннего. Аэропорт Самуй расположен недалеко от пирса Большого Будды (Big Buddha Pier), откуда отправляются паромы на остров Пханган. Высокоскоростные паромы на остров Тау и Чумпхон отходят от пирса пляжа Мэнам (Maenam Beach Pier), расположенного примерно в 6 км к северо-западу от аэропорта.

## Статистика
| Год                                                | Рейсы  | Прибывающих пассажиров | Вылетающих пассажиров | Всего пассажиров |
| -------------------------------------------------- | ------ | ---------------------- | --------------------- | ---------------- |
| 2005                                               | 15 818 | 584 023                | 621 313               | 1 205 336        |
| 2006                                               | 18 762 | 689 063                | 711 196               | 1 400 259        |
| 2007                                               | 15 783 | 577 600                | 611 554               | 1 189 154        |
| 2008                                               | 17 707 | 673 851                | 691 283               | 1 365 439        |
| Источник: Департамент гражданской авиации Таиланда |        |                        |                       |                  |

## Аварии и инциденты
21 ноября 1990 года, Bombardier Dash 8 Bangkok Airways разбился при попытке приземлиться при проливном дожде и сильном ветре. Все 38 человек на борту погибли.
4 августа 2009 года, Рейс 266 Bangkok Airways, эксплуатируемый ATR-72 между Краби и Самуи выкатился за пределы взлетно-посадочной полосы, погиб один из пилотов.